# Preludis corals (Brahms)
Els onze Preludis corals, Op. 122, és una col·lecció de peces per a orgue de Johannes Brahms, compostes el 1896, al final de la vida del compositor i publicades pòstumament el 1902. Estan basats en versos de nou corals luterans; dos d'ells apareixen dues vegades i són relativament curts:
| O Gott, du frommer Gott, Op. 122, No. 7 |
|                                         |
| Performed by Matthias Flierl            |
|                                         |

1. Mein Jesu, der du mich (en mi menor)
2. Herzliebster Jesu, era hast du verbrochen (en sol menor)
3. O Welt, ich muß dich lassen (en fa major)
4. Herzlich tut mich erfreuen (en re major)
5. Schmücke dich, o liebe Seele (en mi major)
6. O wie selig seid ihr doch, ihr Frommen (en re menor)
7. O Gott, du frommer Gott (en la menor)
8. Es ist ein Ros' entsprungen (en fa major)
9. Herzlich tut mich verlangen (en la menor)
10. Herzlich tut mich verlangen (segona versió) (en la menor)
11. O Welt, ich muß dich lassen (segona versió) (en fa major)

## Transcripcions
Preludis 4, 5, i 8–11 va ser transcrit per piano de solo per Ferruccio Busoni dins 1902 mentre BV B 50. Aquestes transcripcions han estat enregistrades per Paul Jacobs i Llop Harden.